# Championnats d'Afrique d'haltérophilie 1992
 (avril 2025).
La mise en forme du texte ne suit pas les recommandations de Wikipédia : il faut le « wikifier ».
Les points d'amélioration suivants sont les cas les plus fréquents :
- Les titres sont pré-formatés par le logiciel. Ils ne sont ni en capitales, ni en gras.
- Le texte ne doit pas être écrit en capitales (les noms de famille non plus), ni en gras, ni en italique, ni en « petit »…
- Le gras n'est utilisé que pour surligner le titre de l'article dans l'introduction, une seule fois.
- L'italique est rarement utilisé : mots en langue étrangère, titres d'œuvres, noms de bateaux, etc.
- Les citations ne sont pas en italique mais en corps de texte normal. Elles sont entourées par des guillemets français : « et ».
- Les listes à puces sont à éviter, des paragraphes rédigés étant largement préférés. Les tableaux sont à réserver à la présentation de données structurées (résultats, etc.).
- Les appels de note de bas de page (petits chiffres en exposant, introduits par l'outil «  Source ») sont à placer entre la fin de phrase et le point final[comme ça].
- Les liens internes (vers d'autres articles de Wikipédia) sont à choisir avec parcimonie. Créez des liens vers des articles approfondissant le sujet. Les termes génériques sans rapport avec le sujet sont à éviter, ainsi que les répétitions de liens vers un même terme.
- Les liens externes sont à placer uniquement dans une section « Liens externes », à la fin de l'article. Ces liens sont à choisir avec parcimonie suivant les règles définies. Si un lien sert de source à l'article, son insertion dans le texte est à faire par les notes de bas de page.
- La présentation des références doit suivre les conventions bibliographiques. Il est recommandé d'utiliser les modèles {{Ouvrage}}, {{Chapitre}}, {{Article}}, {{Lien web}} et/ou {{Bibliographie}}. Le mode d'édition visuel peut mettre en forme automatiquement les références.
- Insérer une infobox (cadre d'informations à droite) n'est pas obligatoire pour parachever la mise en page.

Pour une aide détaillée, merci de consulter Aide:Wikification.
Si vous pensez que ces points ont été résolus, vous pouvez retirer ce bandeau et améliorer la mise en forme d'un autre article.
Les championnats d'Afrique d'haltérophilie 1992 sont la 7e édition des championnats d'Afrique d'haltérophilie. Ils se déroulent du1992 à Nairobi, Kenya,

## Médaillés
| Épreuve     | Or                          | Argent                  | Bronze                  |       |       |
| 52 kg       | 52 kg                       | 52 kg                   | 52 kg                   | 52 kg | 52 kg |
| ----------- | --------------------------- | ----------------------- | ----------------------- | ----- | ----- |
| Arraché     | Mahmoud Ramadan (EGY)       | Mohamed Benmoussa (ALG) |                         |       |       |
| Épaulé-jeté | Mahmoud Ramadan (EGY)       | Mohamed Benmoussa (ALG) |                         |       |       |
| Total       | Mahmoud Ramadan (EGY)       | Mohamed Benmoussa (ALG) |                         |       |       |
| 56 kg       |                             |                         |                         |       |       |
| Arraché     | Said Asri (ALG)             | Abdelfatah Ashraf (EGY) | B Moustafa (MAR)        |       |       |
| Épaulé-jeté | Abdelfatah Ashraf (EGY)     | Said Asri (ALG)         | B Moustafa (MAR)        |       |       |
| Total       | Said Asri (ALG)             | Abdelfatah Ashraf (EGY) | B Moustafa (MAR)        |       |       |
| 60 kg       |                             |                         |                         |       |       |
| Arraché     | Azzedine Basbas (ALG)       | Ahmed Tarbi (ALG)       | Marc Coret (MRI)        |       |       |
| Épaulé-jeté | Azzedine Basbas (ALG)       | Marc Coret (MRI)        | Ahmed Tarbi (ALG)       |       |       |
| Total       | Azzedine Basbas (ALG)       | Marc Coret (MRI)        | Ahmed Tarbi (ALG)       |       |       |
| 67,5 kg     |                             |                         |                         |       |       |
| Arraché     | Abdelmounaim Yahiaoui (ALG) | Mohamed Meziane (MAR)   | Zulfikar Osman (KEN)    |       |       |
| Épaulé-jeté | Abdelmounaim Yahiaoui (ALG) | Mohamed Meziane (MAR)   | Zulfikar Osman (KEN)    |       |       |
| Total       | Abdelmounaim Yahiaoui (ALG) | Mohamed Meziane (MAR)   | Zulfikar Osman (KEN)    |       |       |
| 75 kg       |                             |                         |                         |       |       |
| Arraché     | Moustafa Allozy (EGY)       | Hamdy Basiony (EGY)     | David Maina (KEN)       |       |       |
| Épaulé-jeté | Moustafa Allozy (EGY)       | Hamdy Basiony (EGY)     | David Maina (KEN)       |       |       |
| Total       | Moustafa Allozy (EGY)       | Hamdy Basiony (EGY)     | David Maina (KEN)       |       |       |
| 82,5 kg     |                             |                         |                         |       |       |
| Arraché     | Peter Smith (RSA)           | Attie Myburgh (RSA)     |                         |       |       |
| Épaulé-jeté | Peter Smith (RSA)           | Attie Myburgh (RSA)     |                         |       |       |
| Total       | Peter Smith (RSA)           | Attie Myburgh (RSA)     |                         |       |       |
| 90 kg       |                             |                         |                         |       |       |
| Arraché     | Kamal Mahgoub (EGY)         | Khaled Korany (EGY)     | Abdelaziz Mezouar (ALG) |       |       |
| Épaulé-jeté | Khaled Korany (EGY)         | Kamal Mahgoub (EGY)     | Abdelaziz Mezouar (ALG) |       |       |
| Total       | Khaled Korany (EGY)         | Kamal Mahgoub (EGY)     | Abdelaziz Mezouar (ALG) |       |       |
| 100 kg      |                             |                         |                         |       |       |
| Arraché     | Ahmed Jorhomi (MAR)         | Andres Gerber (RSA)     |                         |       |       |
| Épaulé-jeté | Ahmed Jorhomi (MAR)         | Andres Gerber (RSA)     |                         |       |       |
| Total       | Ahmed Jorhomi (MAR)         | Andres Gerber (RSA)     |                         |       |       |
| 110 kg      |                             |                         |                         |       |       |
| Arraché     | Ibrahim El-Bakh (EGY)       | Nadah El-Mahgoub (EGY)  | D Amurat (MRI)          |       |       |
| Épaulé-jeté | Ibrahim El-Bakh (EGY)       | Nadah El-Mahgoub (EGY)  | D Amurat (MRI)          |       |       |
| Total       | Ibrahim El-Bakh (EGY)       | Nadah El-Mahgoub (EGY)  | D Amurat (MRI)          |       |       |
| +110 kg     |                             |                         |                         |       |       |
| Arraché     | Reda El Batouti (EGY)       | Ali Ben Medjghaia (ALG) |                         |       |       |
| Épaulé-jeté | Reda El Batouti (EGY)       | Ali Ben Medjghaia (ALG) |                         |       |       |
| Total       | Reda El Batouti (EGY)       | Ali Ben Medjghaia (ALG) |                         |       |       |

## Tableau des médailles
| Rang | Nation         | Or | Argent | Bronze | Total |
| ---- | -------------- | -- | ------ | ------ | ----- |
| 1    | Égypte         | 16 | 11     | 0      | 27    |
| 2    | Algérie        | 8  | 8      | 5      | 21    |
| 3    | Afrique du Sud | 3  | 6      | 0      | 9     |
| 4    | Maroc          | 3  | 3      | 3      | 9     |